# 金三角辦公大樓
金三角大樓，又稱良美金三角大樓、良美大樓、良美百貨，是一幢位在臺南市永康區中華路的商業大樓。

## 簡介
金三角大樓高24層樓，屋突26樓；頂樓另設供廣播電臺使用的無線電塔數座、良美建設規劃興建，1992年完工。5樓至地下室規畫為良美百貨，6樓以上為辦公室。但良美建設本身投資過度致債權不良，1994年7月中止良美百貨，良美建設亦於1995年倒閉，目前原商場已局部改建為銀行、其他辦公樓層則不影響。
金三角大樓的所在地為永康網寮，原址為中華民國陸軍四分子營區。後來軍營遷移撤走，進行土地重劃，再由財政部國有財產局標售。良美建設取得這塊土地，投資興建了這棟大樓。

## 良美大樓
金三角大樓常與1993年同由良美建設興建之香格里拉台南遠東國際大飯店（其原名為良美大飯店/良美凱悅飯店）相混淆；而良美建設並無推出名為良美大樓之任何建案，此名稱目前已鮮少使用。

## 位置
- 台1線與 市道180號路口（即臺南市永康區與東區交界）
- 中山高速公路可由大灣交流道經 市道180號到達此處